# Synagoge (Bouzonville)

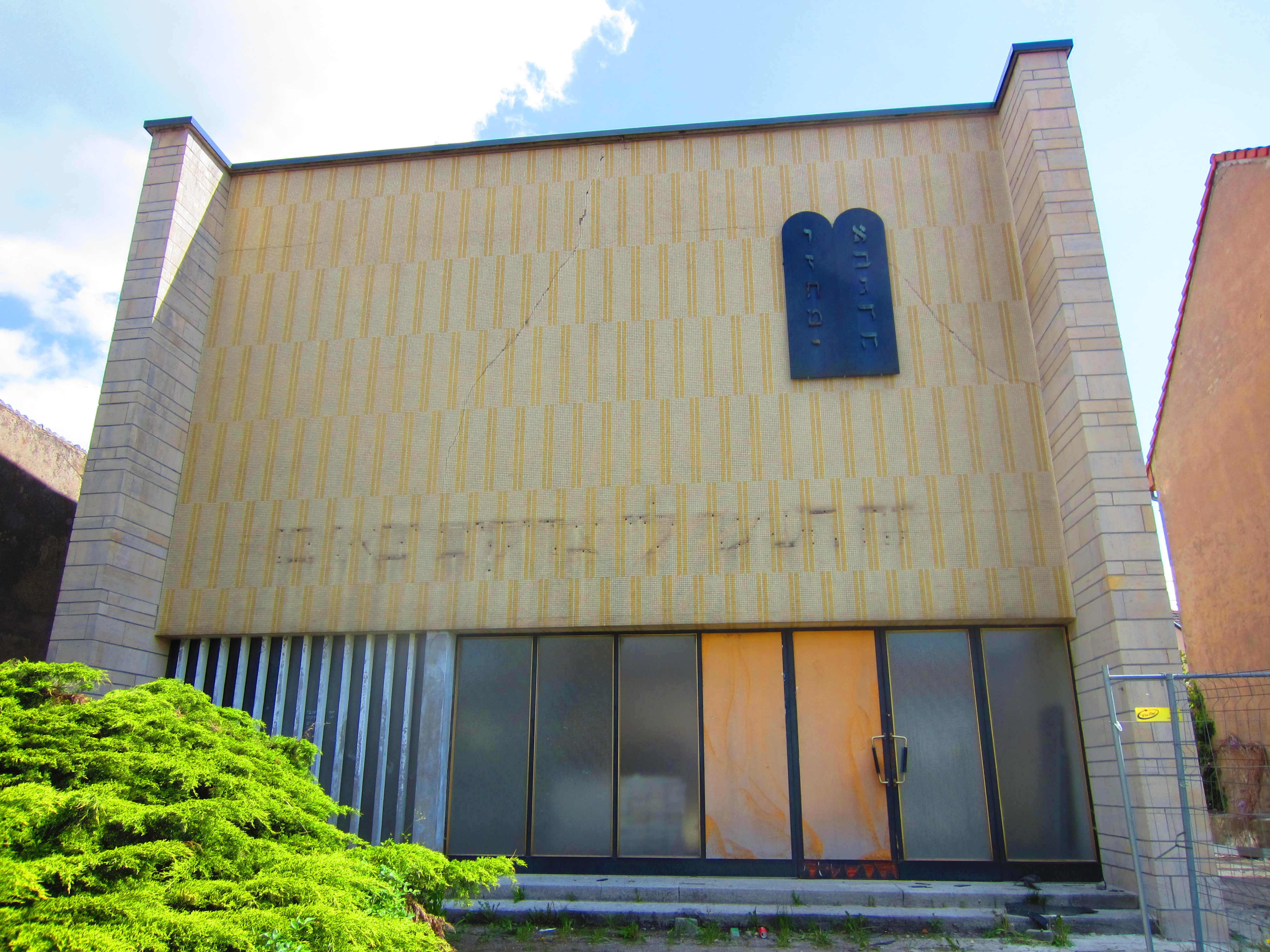
Synagoge in Bouzonville

Die Synagoge in Bouzonville, einer Gemeinde im Département Moselle in der französischen Region Lothringen, wurde 1960 errichtet. Die Synagoge befindet sich an der Rue des Résistants. 
Die jüdische Gemeinde in Bouzonville besaß zwei Vorgängerbauten, die 1805 bzw. 1850 errichtet worden waren. Die zweite Synagoge wurde 1940 von den deutschen Besatzern zerstört.